# Dennis Trident 2
Dennis Trident 2 — двухэтажный автобус особо большой вместимости производства Dennis Specialist Vehicles, предназначенный для эксплуатации в странах с левосторонним движением. Вытеснен с конвейера моделью Alexander Dennis Enviro400.

## История
Производство Dennis Trident 2 стартовало в 1997 году. В отличие от Dennis Trident 3, автобусы имеют кузова Alexander ALX400, Plaxton или East Lancs Myllennium Lolyne и эксплуатируются только в Лондоне, Ирландии и Испании. В 2005 году автобус был модернизирован. На основе этой модернизированной модели стартовало производство автобуса Alexander Dennis Enviro400. В связи с этим, производство Dennis Trident 2 было остановлено в 2006 году.

## Особенности
За всю историю производства автобус Dennis Trident 2 комплектовался дизельными двигателями внутреннего сгорания американского производства Cummins C Евро-2, ISCe Евро-3, ISBe или ISLe. Также была возможна установка двигателя немецкого производства MAN D0836LOH. Трансмиссии — Voith DIWA или ZF Ecomat.

## Галерея

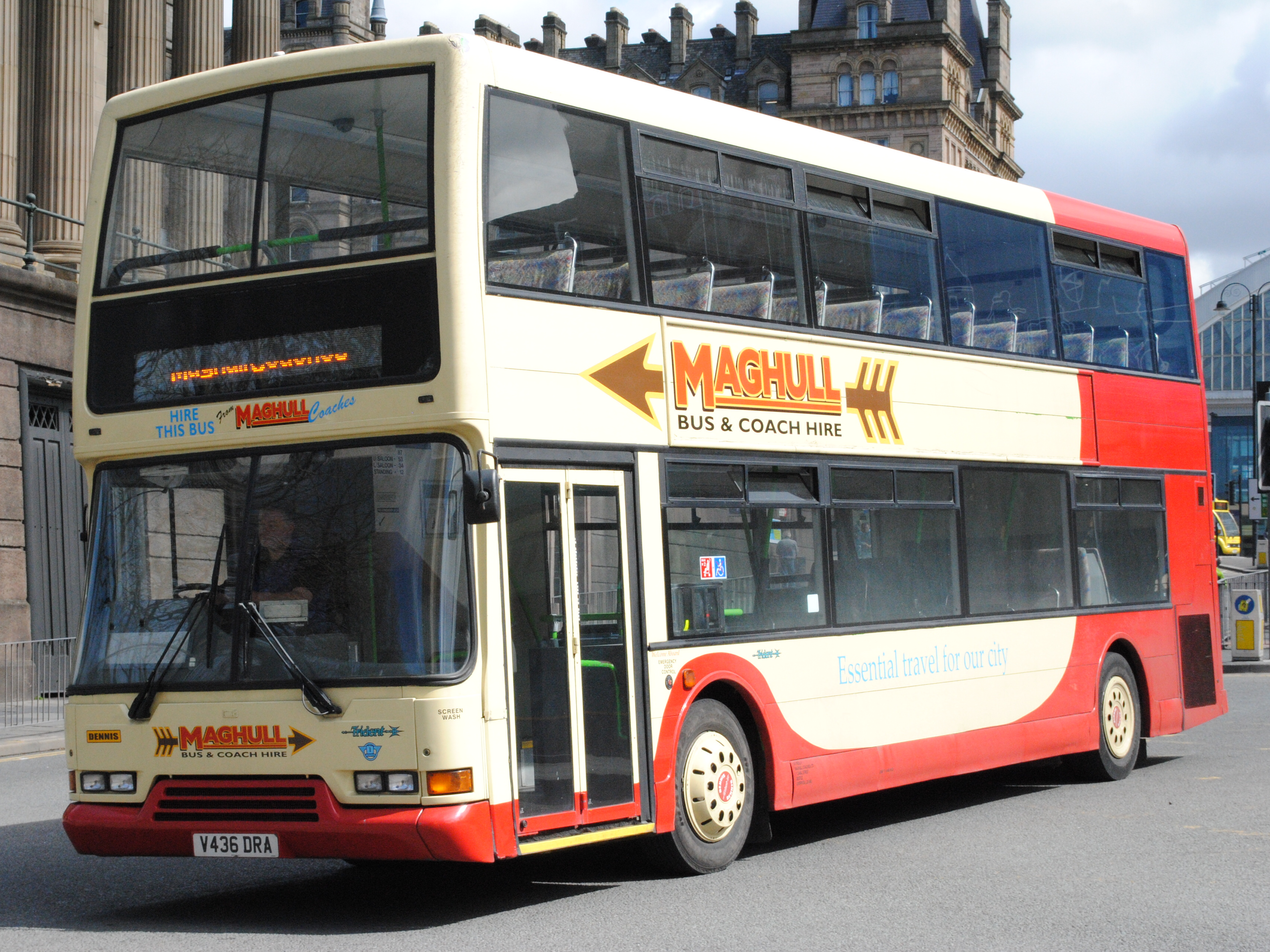
East Lancs Lolyne
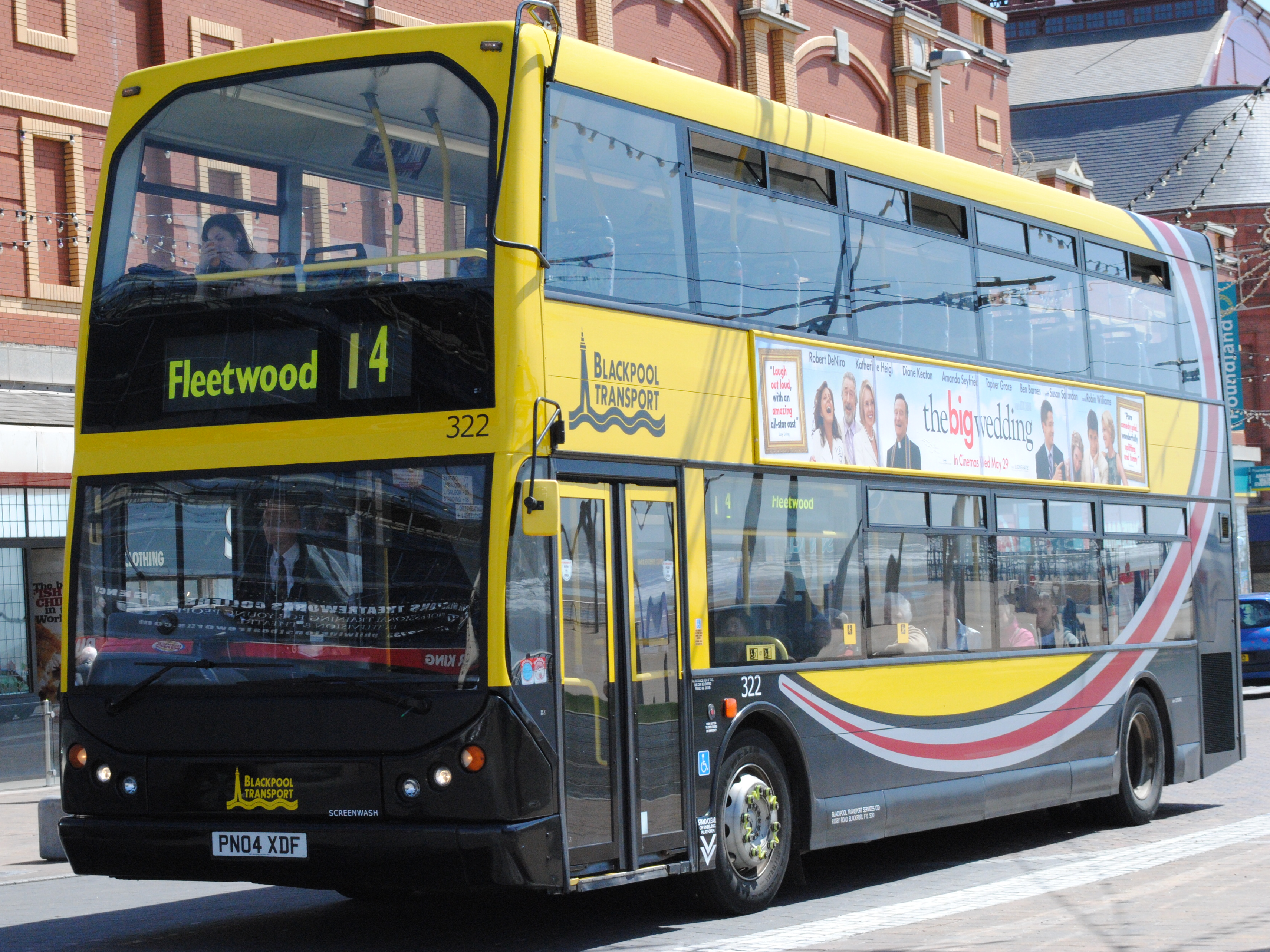
East Lancs Myllennium Lolyne
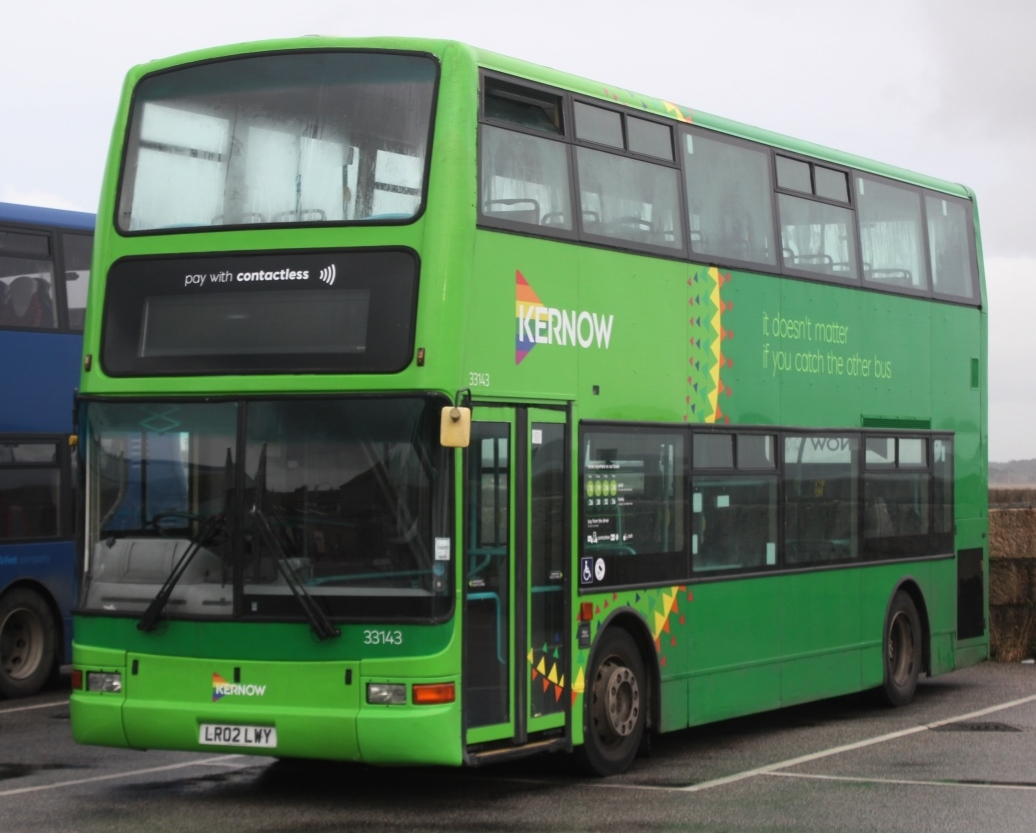
Plaxton

## Аварии и происшествия с участием автобусов Dennis Trident 2
- Автобус Dennis Trident 2, госномер LX03 BUF, был взорван 7 июля 2005 года в рамках теракта 7/7 в общественном транспорте Лондона. Автобус двигался по маршруту № 30 недалеко от Тависток-сквер. Погибло 13 человек.